# Beni Bu Hidús
Beni Bu Hidús (en árabe: بوحيدوس‎, en francés: Bni Bouhidous) es una localidad marroquí perteneciente al municipio de Tafersit, en la región Oriental. Desde 1912 hasta 1956 perteneció a la zona norte del Protectorado español de Marruecos.